# Мунісвамі Раджґопал
Мунісвамі Раджґопал (24 березня 1926 — 3 березня 2004) — індійський хокеїст на траві.
Олімпійський чемпіон 1952 року.